# Pardubické panství

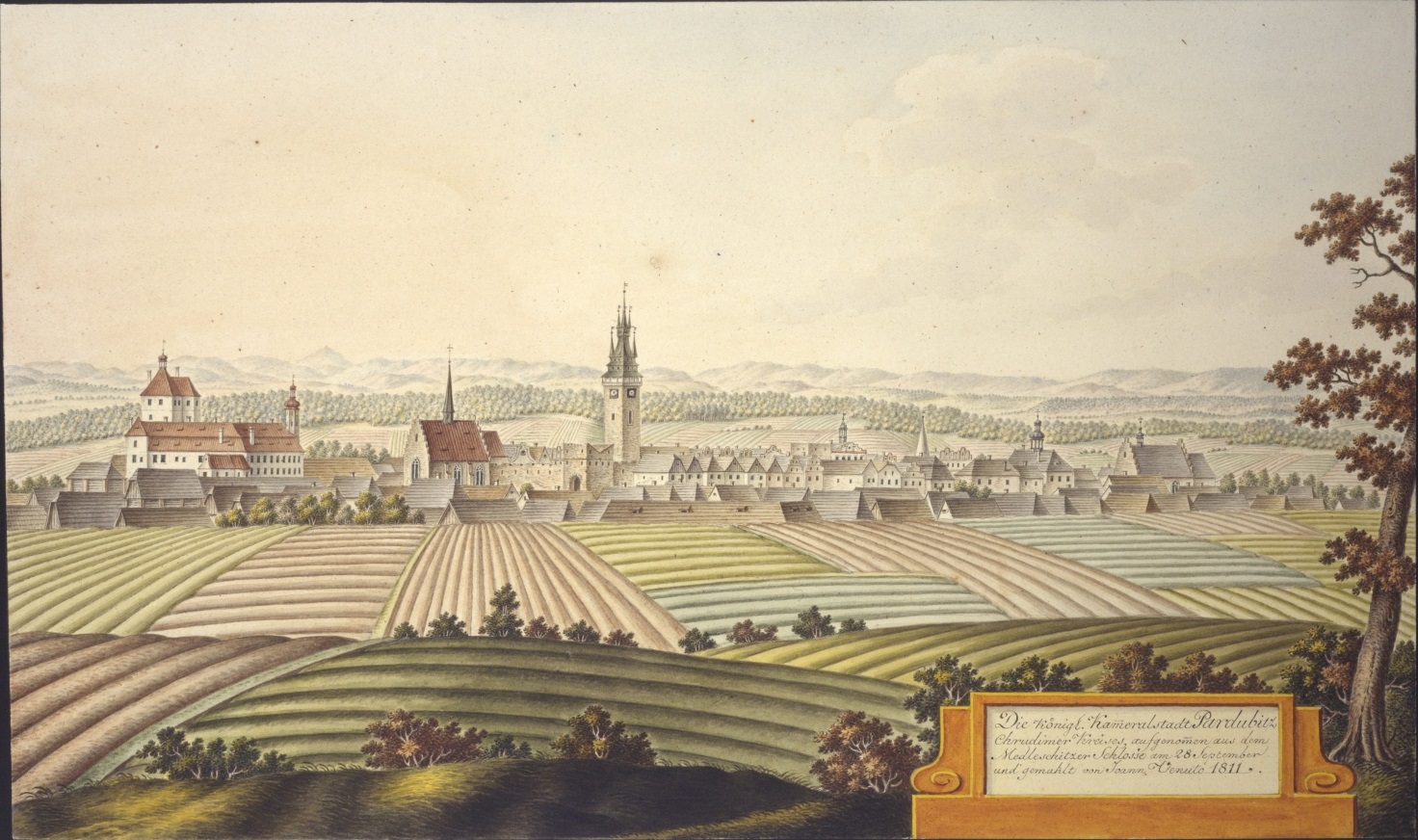
Komorní město Pardubice. Die Königl. Kameralstadt Pardubitz Chrudimer Kreises, aufgenommen aus dem Medleschitzer Schlosse am 28. September und gemahlt von Joann Venuto 1811

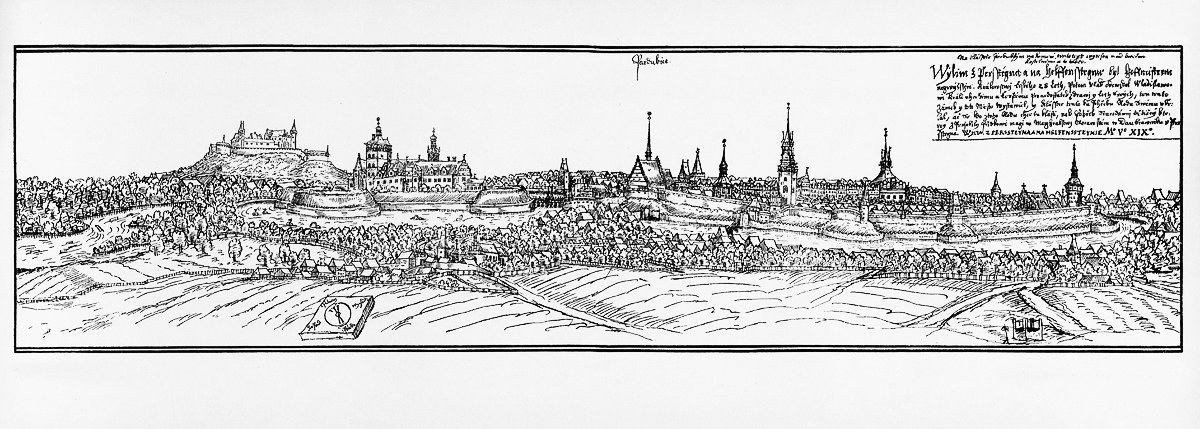
Veduta Pardubic z roku 1602.

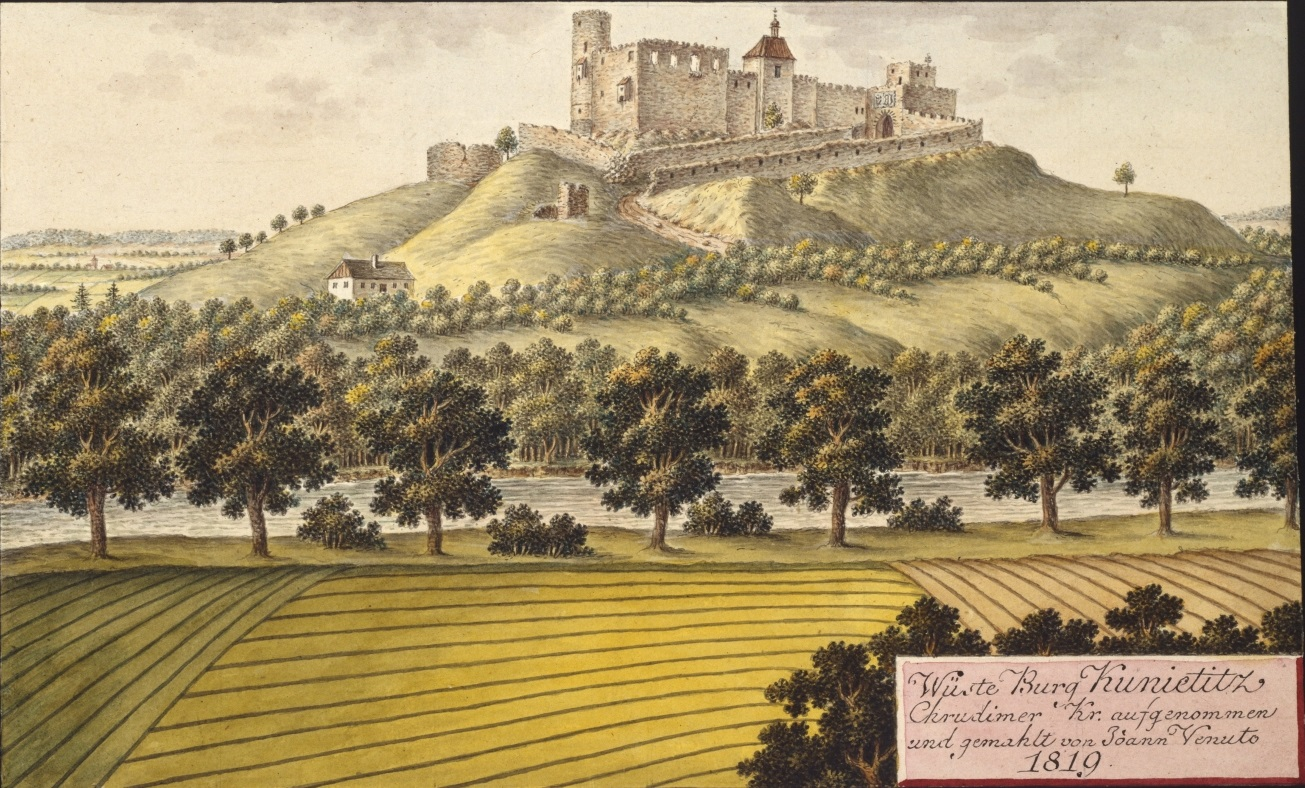
Kunětická Hora. Wüste Burg Kunietitz, Chrudimer Kr. aufgenommen und gemahlt von Joann Venuto 1819

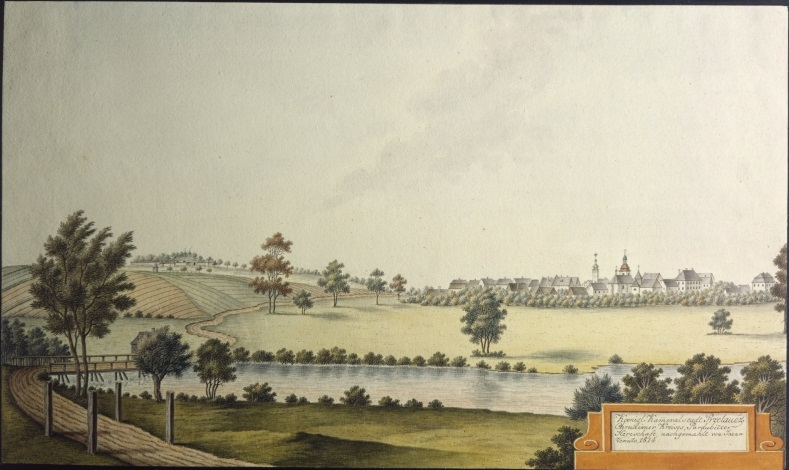
Komorní město Přelouč. Koenigl. Kameralstadt Prželaucž, Chrudimer Kreises, Pardubitzer Herrschaft, nachgemahlt von Joann Venuto 1814

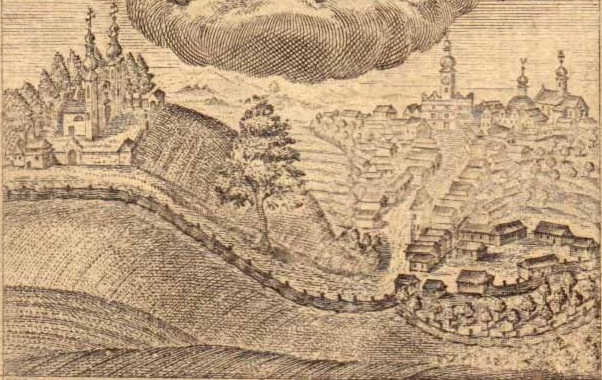
Stará veduta města Přelouče.

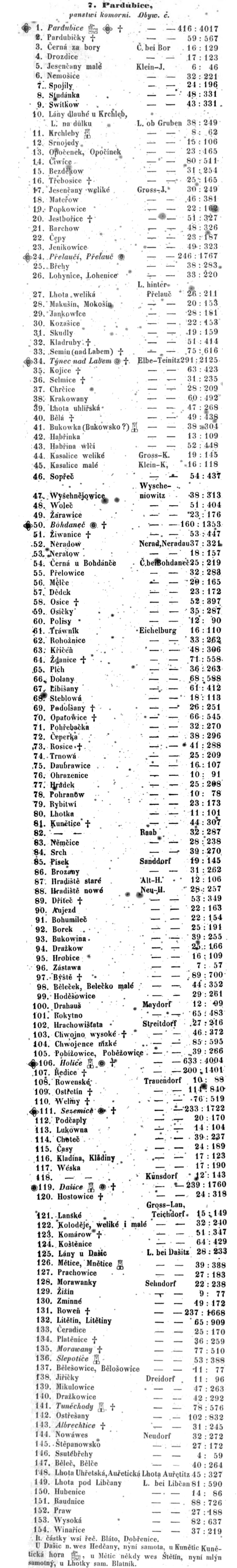
Pardubické Panství stav k r. 1847 počet obyvatel a domů k r. 1843

Pardubické panství byla historická správní jednotka v Chrudimském kraji, spadající pod patrimoniální správu jednoho feudálního vlastníka (pána) šlechtického původu (rodu). Pardubice byly největším panstvím v Chrudimském kraji.

## Majitelé
- ? – 1321 Puta z Dubé po něm zdědil jeho synové[1][2]
- 1321 – ? Hynek Hajman a Hynek Hlaváč z Pardubic[1][2]
- okolo r. 1332 Arnošt z Hostýně po něm zdědil jeho synové[1][2]
- okolo r. 1342 Arnošt z Pardubic (+1364), Bohuš, Vilém a Smil[1][2]
- okolo r. 1384 Smil Flaška z Pardubic[1][2]
- 1391 – 1405 Hanuš z Milheimu[1][2]
- ? – 1427 Viktorín Boček z Kunštátu a Poděbrad[3]
- 1427 – ? Jan Hlaváč z Ronova a z Mitrova[3]
- 1436 – 1438 Diviš Bořek z Miletínka správu města Pardubic svěřil svému bratru Vaňkovi z Miletínka.[4]
- 1438 – 1461 po smrti Diviš Bořek z Miletínka, dědí panství jeho synové Petr, Jan a Soběslav Pardubice s příslušenstvím ponechány Vaňkovi z Miletínka[4]
- 1461 – 1486 Po smrti Vaňka z Miletínka jsou Pardubice přenechány jeho synovi Jiříkovi z Pardubic, který je zadlužil.[4]
- 1486 – 1491 věřitelé Jiříka z Pardubic Zdeslav Jeník z Mečkova spolu s Jindř. st. z Minsterberka prodali zboží zdejší panu Vilémovi z Pernšteina r .1491[3]
- 1491 – 1521 Vilém z Pernštejna[3]
- 1521 – 1534 Vojtěch z Pernštejna[4]
- 1534 – 1548 Jan IV. z Pernštejna[4]
- 1548 – 1560 Jaroslav z Pernštejna[1]
- 21.3.1560 Koupil panství císař Ferdinand I. Pardubice se staly komorním panstvím a tím zůstaly až do moderní doby.[1]

## Územní vývoj
- 1491 Vilém z Pernštejna koupil panství kunětickohorské s městečkem Bohdaneč.
- 1491 získal právo výplaty jezbořického statku.
- 1491 zastavený statek býv.kláštera sezemického,
- 1495 Připojen statek Vysoké Chvojno,
- 1497 Připojen Semín,
- 1506–1508 Připojeny Dašice, Holice, Býšť,
- 1510 Připojen Týnec nad Labem,
- 11.9.1518 Připojeno k panství město Přelouč s několika okolními vesnicemi.[2]

## Sídla na panství roku 1654
(místa v panství Pardubickém z roku 1654, uvedená v berní rule)
| Jméno obce                                                 | hospodářů r. 1654 | poddaných r. 1651           |
| ---------------------------------------------------------- | ----------------- | --------------------------- |
| město Pardubice,                                           | 214               | 872                         |
| město Přelouč,                                             | 107               | 329                         |
| městys Lázně Bohdaneč,                                     | 94                | 463                         |
| městys Týnec nad Labem,                                    | 55                | 175                         |
| městys Sezemice,                                           | 70                | 233                         |
| městys Dašice,                                             | 86                | 344                         |
| městys Holice,                                             | 71                | 223                         |
| Trnová,                                                    | 13                | 63                          |
| Doubravice,                                                | 5                 | 7                           |
| Ohrazenice,                                                | 5                 |                             |
| Rosice,                                                    | 23                | 51                          |
| Svítkov,                                                   | 15                | 41                          |
| Mateřov,                                                   | 11                | 58                          |
| Černá u Bohdanče,                                          | 9                 | 25                          |
| Rybitví, Blatníkovská Lhotka (Rybitví), Blatník (Rybitví), | 15                | 43                          |
| Volče,                                                     | 17                | 29                          |
| Pravy,                                                     | 12                | 17                          |
| Košalice,                                                  | 4                 |                             |
| Živanice,                                                  | 4                 | 54                          |
| Bělá,                                                      | 26                | 54                          |
| Vyšehňovice,                                               | 17                | 42                          |
| Přelovice,                                                 | 12                | 10                          |
| Habřinka,                                                  | 3                 | 27 dohromady s Bukovkou     |
| Bukovka,                                                   | 11                | 27 dohromady s Habřinkou    |
| Neratov,                                                   | 9                 | 22                          |
| Břehy,                                                     | 16                | 39                          |
| Lohenice,                                                  | 14                | 34                          |
| Mělice,                                                    | 7                 | 22                          |
| Vlčí Habřina,                                              | 15                | 41                          |
| Sopřeže,                                                   | 5                 | 49 dohromady s Žarovnice    |
| Žarovnice,                                                 | 14                | 49 dohromady s Sopřeže      |
| Semín,                                                     | 17                | 50                          |
| Lhota za Přeloučí,                                         | 12                | 23                          |
| Škudly,                                                    | 9                 | 1                           |
| Kozašice,                                                  | 8                 | 26                          |
| Jankovice,                                                 | 5                 | 18                          |
| Mokošín,                                                   | 6                 | 12                          |
| Krakovany,                                                 | 16                | 35                          |
| Kojice,                                                    | 21                | 62                          |
| Vinařice,                                                  | 7                 | 19                          |
| Chrčice,                                                   | 7                 | 12                          |
| Selmice,                                                   | 17                | 36                          |
| Lhota Uhlířská,                                            | 14                | 36                          |
| Ždánice,                                                   | 25                | 77                          |
| Dolany,                                                    | 21                | 48                          |
| Rohoznice,                                                 | 11                | 8                           |
| Křičeně,                                                   | 8                 | 20                          |
| Vosice Velké,                                              | 21                | 63                          |
| Vosičky,                                                   | 11                | 65 dohromady s Dobřenice    |
| Dobřenice,                                                 | 8                 | 65 dohromady s Vosičky      |
| Polizy,                                                    | 4                 | 41 dohromady s Hubenice     |
| Hubenice,                                                  | 6                 | 41 dohromady s Polizy       |
| Lhota pod Libčany,                                         | 38                | 84                          |
| Roudnice,                                                  | 36                | 105                         |
| Libišany,                                                  | 26                | 44                          |
| Podulšany,                                                 | 13                | 29                          |
| Opatovice,                                                 | 21                | 56                          |
| Pohřebačka,                                                | 15                | 32                          |
| Vysoká,                                                    | 38                | 45                          |
| Bukovina,                                                  | 11                | 11                          |
| Borek,                                                     | 12                | 28                          |
| Dříče,                                                     | 2                 | 41                          |
| Dražkov,                                                   | 13                | 16                          |
| Bohumělice,                                                | 9                 | 12                          |
| Oujezd,                                                    | 11                | 18                          |
| Rokytno,                                                   | 36                | 87                          |
| Hradiště,                                                  | 10                | 56                          |
| Brozany,                                                   | 16                | 76                          |
| Kunětice,                                                  | 21                | 71                          |
| Němčice,                                                   | 12                | 38                          |
| Hrobice,                                                   | 6                 |                             |
| Srch,                                                      | 16                |                             |
| Stéblová,                                                  | 9                 |                             |
| Pohránov,                                                  | 5                 | 32 dohromady s Hrádkem      |
| Hrádek,                                                    | 8                 | 32 dohromady s Pohránovem   |
| Bejště,                                                    | 43                | 65                          |
| Chvojnov,                                                  | 23                | 77                          |
| Chvojence,                                                 | 31                | 81                          |
| Bělče Velký,                                               | 22                | 42                          |
| Hoděšovice,                                                | 13                | 46                          |
| Poběžovice,                                                | 15                | 54                          |
| Albrechtice,                                               | 12                | 47                          |
| Štěpánovsko,                                               | 14                | 50                          |
| Nová Ves na království,                                    | 17                | 61                          |
| Bělečko Malé,                                              | 22                | 62                          |
| Chotce,                                                    | 15                | 21                          |
| Časy,                                                      | 7                 | 27                          |
| Lukovně,                                                   | 7                 |                             |
| Kladina,                                                   | 8                 | 21                          |
| Velké Koloděje + Malé Koloděje,                            | 9                 | 26                          |
| Lány u Dašic,                                              | 13                | 36                          |
| Zimnej,                                                    | 11                | 50                          |
| Horní Ředice, Dolní Ředice,                                | 82                | 158                         |
| Vostřetín,                                                 | 49                | 150                         |
| Litětiny,                                                  | 31                | 114                         |
| Veliny,                                                    | 30                | 92                          |
| Roveň,Roveň,                                               | 79                | 305                         |
| Čeradice,                                                  | 9                 | 55                          |
| Moravany,                                                  | 31                | 112                         |
| Platěnice,                                                 | 18                | 79                          |
| Slepotice,                                                 | 15                | 88 dohromady s Bělošovicemi |
| Bělošovice,                                                | 4                 | 88 dohromady se Slepoticemi |
| Turov,                                                     | 21                | 104                         |
| Komárov,                                                   | 18                | 63                          |
| Prachovice (Dašice),                                       | 13                | 80                          |
| Chostěnice,                                                | 21                |                             |
| Lhota Ouřecká,                                             | 12                | 43                          |
| Hostovice,                                                 | 20                | 121                         |
| Tunechody,                                                 | 24                | 115                         |
| Měntice,                                                   | 10                | 62                          |
| Vostřešany,                                                | 30                | 99                          |
| Nemošice,                                                  | 16                | 68                          |
| Pardubičky,                                                | 9                 | 4                           |
| Drozdice,                                                  | 12                | 55                          |
| Žižín,                                                     | 8                 | 32                          |
| Černá za Bory,                                             | 6                 |                             |
| Jesinčany,                                                 | 13                | 50                          |
| Draškovice,                                                | 21                |                             |
| Třebošice,                                                 | 11                | 81                          |
| Popkovice,                                                 | 12                | 51                          |
| Číčovice,                                                  | 21                |                             |
| Mikulovice,                                                | 9                 |                             |
| Jezbořice,                                                 | 19                | 74                          |
| Barchov,                                                   | 14                | 44                          |
| Bezděkov,                                                  | 13                | 64                          |
| Opočínek obojí,                                            | 10                | 18                          |
| Lány na Důlku, Krchleby (Lánů na Důlku),                   | 21                | 70                          |
| Srnojedy,                                                  | 7                 |                             |
| Jeníkovice,                                                | 13                | 42                          |
| Bláto,                                                     | 1                 |                             |
| Kasaličky,                                                 | 5                 |                             |
| Počaply                                                    | 3                 | 22                          |